# Exomalopsis planiceps
Exomalopsis planiceps är en biart som beskrevs av Smith 1879. Exomalopsis planiceps ingår i släktet Exomalopsis och familjen långtungebin. Inga underarter finns listade i Catalogue of Life.